# Represa de Ilha Solteira
La represa de Ilha Solteira es una represa de Brasil que alimenta la mayor central hidroeléctrica operada por la Companhia Energética de São Paulo (CESP), la mayor del estado de Sao Paulo y la tercera más grande del país. Está localizada sobre el río Paraná, entre los municipios de Ilha Solteira, en Sao Paulo, y Selvíria, Mato Grosso do Sul.
Junto con las represas de Três Irmãos y Jupiá, compone el sexto mayor aprovechamiento hidroeléctrico del mundo, el Complejo Hidroeléctrico de Urubupungá. Su potencia instalada es 3.444 MW y cuenta con 20 turbinas generadoras tipo Francis. La central comenzó a operar en 1978.
Es una central con alto desempeño operacional que, además de producir energía eléctrica, es fundamental para el control de la tensión y la frecuencia del sistema energético interconectado del Brasil.
Su presa tiene 5.605 metros de longitud y el embalse que genera ocupa 1.195 km².
El canal Pereira Barreto, de 9.600 metros de longitud, comunica el embalse de la represa con el de la represa de Três Irmãos, propiciando la producción energética integrada de los 2 aprovechamientos hidroeléctricos.